# پلیس بین‌الملل فراجا
پلیس بین‌الملل فرماندهی انتظامی جمهوری اسلامی ایران یکی از زیرمجموعه‌های فرماندهی انتظامی جمهوری اسلامی ایران است که وظیفه روابط بین‌الملل و در ارتباط با پلیس بین‌الملل فعال است. ریاست پلیس بین‌الملل فراجا در حال حاضر بر عهده سرتیپ دوم  مجید کریمی است.

## پیشینه
ایران یکی از اعضای با سابقه سازمان بین‌المللی پلیس جنایی به‌شمار می‌رود و در اینترپل از سال ۱۳۱۷ خورشیدی عضو است.
اینترپل تهران تنها کانال ارتباطی رسمی مراجع انتظامی و قضایی داخل کشور با خارج از کشور بوده و از طریق سامانه رایانه‌ای اختصاصی به صورت لحظه‌ای با کشورهای عضو و دبیرخانه کل سازمان ارتباط دارد.

## مسئولیت‌ها
- بازتاب جرم‌های خارجیان در ایران به کشور مورد نظر
- برقرای و تبادل اطلاعات امنیتی با دبیرخانه مرکزی سازمان اینترپل و اینترپل دیگر کشورها در همه موضوعات وابسته با امور انتظامی و پلیسی
- همکاری با اینترپل دیگر کشورها در رابطه با مقابله با جرایم سازمان‌یافته جهانی
- پیگیری جرایمی که درچند کشور به وقوع پیوسته و به نحوی با منافع یا ایرانیان مرتبط باشد.
- صدور گواهی عدم سوءپیشینه به زبان انگلیسی برای ایرانیان مقیم خارج از کشور
- استعلام سوابق جرمی خارجیان، با توجه به خواسته مراجع قضایی و پلیسی از کشور آن‌ها
- اقدام در رابطه با ردیابی و شناسایی گمشدگان ایرانی در خارج از کشور و خارجیان مفقود در داخل ایران
- ایجاد هماهنگی‌های لازم برای شرکت نمایندگان ناجا در کنفرانس‌ها و سمینارهای بین‌المللی
- ارتباط با مسئولین قضایی در خصوص بازگرداندن و تحویل خلاف‌کاران
- بررسی و پی‌گیری جرم‌های ایرانیان در بیرون از کشور
- اعلام مشخصات آثار فرهنگی و هنری دزدی به سایر کشورها و اقدام در رابطه با ردیابی و کشف آثار هنری مسروقه